# 여자 장대높이뛰기 대한민국 기록 추이
여자 장대높이뛰기 대한민국 기록 추이는 다음과 같다.
| # | 기록  | 차이   | 선수   | 소속       | 날짜         | 대회명                                      | 개최지          | 경기장                   | 주석 및 기타 | 동영상 |
|   | 3.10m | +      | 최윤희 | 금성여중   | 2000. 5. 5   | 제29회 전국종별육상경기대회                 |                 |                          |              |        |
|   | 3m 30 | +      | 안유림 | 덕암정보고 | 2000. 6. 10  | 제54회 전국육상경기선수권대회               |                 |                          |              |        |
|   | 3m 40 | +      | 최윤희 | 금성여중   | 2000. 6. 18  | KBS 전국육상경기대회                        |                 |                          |              |        |
|   | 3m 42 | +      | 안유림 | 덕암정보고 | 2000. 9. 5   | 제21회 문관부장관기전국시도대항육상경기대회 |                 |                          |              |        |
|   | 3m 50 | + 08cm | 최윤희 | 금성여중   | 2001. 2. 4   | 대만국제장대높이뛰기대회                    | 중화민국 난터우 | 10위                     |              |        |
|   | 3m 51 | + 01cm | 최윤희 | 김제여고   | 2003. 06. 17 | 제31회 KBS 전국육상경기대회                 | 대한민국 대구   | 대구 유니버시아드 경기장 |              |        |
|   | 3m 52 | + 01cm | 최윤희 | 김제여고   | 2003. 08. 04 | 제32회 추계전국중고육상경기대회             | 대한민국 태백   | 태백시 시민운동장        | 1차 시기     |        |
|   | 3m 60 | + 08cm | 최윤희 | 김제여고   | 2003. 08. 04 | 제32회 추계전국중고육상경기대회             | 대한민국 태백   | 태백시 시민운동장        | 2차 시기     |        |
|   | 3m 61 | + 01cm | 최윤희 | 김제여고   | 2004. 04. 20 | 제33회 전국종별육상경기선수권대회           | 대한민국 제천   | 제천종합운동장           |              |        |
|   | 3m 65 | + 04cm | 최윤희 | 김제여고   | 2004. 04. 28 | 제33회 춘계전국중고육상경기선수권대회       | 대한민국 영주   | 영주종합운동장           |              |        |
|   | 3m 66 | + 01cm | 최윤희 | 김제여고   | 2004. 05. 12 | 제4회 한국주니어육상경기선수권대회          | 대한민국 횡성   | 횡성종합운동장           |              |        |
|   | 3m 80 | + 14cm | 최윤희 | 김제여고   | 2004. 06. 15 | 제11회 아시아주니어육상경기선수권대회       | 말레이시아 이포 | 페락스타디움*            |              |        |
|   | 3m 81 | + 01cm | 최윤희 | 김제여고   | 2004. 09. 19 | 제33회 추계전국중고육상경기대회             | 대한민국 상주   | 상주시민운동장           |              |        |
|   | 3m 82 | + 01cm | 최윤희 | 김제여고   | 2004. 10. 9  | 제85회 전국 체육 대회                       | 대한민국 청주시 | 청주 종합 운동장         |              |        |
|   | 4m 00 | + 18cm | 최윤희 | 공주대     | 2005. 04. 19 | 제34회 전국종별육상경기선수권대회           | 대한민국 광주   | 광주 월드컵 경기장       |              |        |
|   | 4m 05 | + 05cm | 최윤희 | 공주대     | 2005. 09. 02 | 제16회 아시아육상경기선수권대회             | 대한민국 인천   | 문학 경기장              |              |        |
|   | 4m 10 | + 01cm | 최윤희 | 원광대     | 2006. 10. 21 | 제87회 전국체육대회                         | 대한민국 김천   | 김천 종합 운동장         |              |        |
|   | 4m 11 | + 01cm | 최윤희 | 원광대     | 2008. 05. 06 | 제37회 전국종별육상경기선수권대회           | 대한민국 김천시 | 김천 종합 운동장         |              |        |
|   | 4m 15 | + 04cm | 최윤희 | 원광대     | 2008. 09. 25 | 2008 대구국제육상경기대회                   | 대한민국 대구   | 대구 스타디움            |              |        |
|   | 4m 16 | + 01cm | 최윤희 | 원광대     | 2008. 10. 13 | 제89회 전국 체육 대회                       | 대한민국 여수시 | 망마 경기장              |              |        |
|   | 4m 24 | + 08cm | 임은지 | 연제구청   | 2009. 03. 26 | 2009 대만국제장대높이뛰기대회               | 중화민국        |                          |              |        |
|   | 4m 25 | + 01cm | 임은지 | 연제구청   | 2009. 04. 21 | 제13회 전국실업육상경기선수권대회           | 대한민국 안동   | 안동 종합 운동장         |              |        |
|   | 4m 35 | + 10cm | 임은지 | 연제구청   | 2009. 04. 21 | 제13회 전국실업육상경기선수권대회           | 대한민국 안동   | 안동 종합 운동장         |              |        |
|   | 4m 36 | + 01cm | 최윤희 | SH공사     | 2011. 06. 10 | 제65회 전국 육상 경기 선수권 대회           | 대한민국 대구   | 대구 스타디움            | 1차 시기     |        |
|   | 4m 40 | + 04cm | 최윤희 | SH공사     | 2011. 06. 10 | 제65회 전국 육상 경기 선수권 대회           | 대한민국 대구   | 대구 스타디움            | 2차 시기     |        |
|   | 4m 41 | + 01cm | 최윤희 | SH공사     | 2012. 05. 08 | 제41회 전국 종별 육상 경기 선수권 대회      | 대한민국 김천   | 김천 종합 운동장         |              |        |

## 같이 보기
- 여자 장대높이뛰기 세계 기록 추이
- 남자 장대높이뛰기 대한민국 기록 추이
- 남자 장대높이뛰기 세계 기록 추이